# UCI Africa Tour de 2019
O UCI Africa Tour de 2019 foi a décima quinta edição do calendário ciclístico internacional africano. Iniciou-se a 26 de outubro de 2018 com o Tour de Faso e finalizou a 20 de outubro de 2019 em Camarões, com o Grande Prêmio de Chantal Biya.

## Equipas
As equipas que podiam participar nas diferentes carreiras dependiam da categoria das mesmas. A maior nível de uma carreira podiam participar equipas a mais nível. As equipas UCI World Team, só podiam participar das carreiras .1 mas tinham cota limitada para competir.
| Categoria | Categoria                     | Equipas                                                                                            |
| --------- | ----------------------------- | -------------------------------------------------------------------------------------------------- |
| .1        | 1.1 (Carreira de um dia)      | • ProTeam (max 50%) • Profissionais Continentais • Continentais • Selecções nacionais              |
| .1        | 2.1 (Carreira de vários dias) | • ProTeam (max 50%) • Profissionais Continentais • Continentais • Selecções nacionais              |
| .2        | 1.2 (Carreira de um dia)      | • Profissionais Continentais • Continentais • Selecções nacionais • Selecções regionais • Amadoras |

## Calendário
As seguintes são as carreiras que compuseram o calendário UCI Africa Tour aprovado pela UCI.
| UCI Africa Tour de 2019 | UCI Africa Tour de 2019 | UCI Africa Tour de 2019                             | UCI Africa Tour de 2019 | UCI Africa Tour de 2019 |
| Data                    | País                    | Corrida                                             | Vencedor                |                         |
| ----------------------- | ----------------------- | --------------------------------------------------- | ----------------------- | ----------------------- |
| 26 out. – 4 nov.        | Burquina Fasso          | Tour de Faso                                        | Mathias Sorgho          |                         |
| 22 nov.                 | Eritreia                | Africa Cup I.T.T.                                   | Sirak Tesfom            |                         |
| 25 nov.                 | Eritreia                | Africa Cup R.R.                                     | Sirak Tesfom            |                         |
| 21 – 27 jan.            | Gabão                   | Tropicale Amissa Bongo                              | Niccolò Bonifazio       |                         |
| 24 fev. – 3 mar.        | Ruanda                  | Tour du Rwanda                                      | Merhawi Kudus           |                         |
| 4 – 8 mar.              | África do Sul           | Tour of Good Hope                                   | Marc Pritzen            |                         |
| 22 – 26 mar.            | Egito                   | Tour do Egipto                                      | Polychrónis Tzortzákis  |                         |
| 5 – 14 abr.             | Marrocos                | Volta a Marrocos                                    | Laurent Évrard          |                         |
| 5 mai.                  | África do Sul           | 100 Cycle Challenge                                 | Jayde Julius            |                         |
| 15 – 18 mai.            | África do Sul           | Tour de Limpopo                                     | Samuele Battistella     |                         |
| 1 – 9 jun.              | Camarões                | Tour du Cameroun                                    | Radoslav Konstantinov   |                         |
| 17 jun.                 | Marrocos                | Les Challenges de la Marche Verte-GP Sakia El Hamra | Hermann Keller          |                         |
| 19 jun.                 | Marrocos                | Les Challenges de la Marche Verte-GP Oued Eddahab   | Jason Oosthuizen        |                         |
| 20 jun.                 | Marrocos                | Les Challenges de la Marche Verte-GP Al Massira     | Gustav Basson           |                         |
| 22 – 24 jun.            | Marrocos                | Challenge International du Sahara Marocain          | Gustav Basson           |                         |
| 22 jul.                 | Marrocos                | Challenge du Prince-Trophée Princier                | Jayde Julius            |                         |
| 24 jul.                 | Marrocos                | Challenge du Prince-Trophée de l'Anniversaire       | Youcef Reguigui         |                         |
| 25 jul.                 | Marrocos                | Challenge du Prince-Trophée de la Maison Royale     | Youcef Reguigui         |                         |
| 17 – 20 out.            | Camarões                | Grand Prix Chantal Biya                             | Azzedine Lagab          |                         |

## Classificações finais
As classificações finais foram as seguintes:

### Individual
Integraram-na todos os ciclistas africanos que conseguiram pontos podendo pertencer tanto a equipas amadors como profissionais.
| Posição | Corredor                    | Equipa                     | Pontos |
| ------- | --------------------------- | -------------------------- | ------ |
| 1.º     | Daryl Impey                 | Mitchelton-Scott           | 1399   |
| 2.º     | Youcef Reguigui             | Terengganu Inc-TSG         | 921    |
| 3.º     | Ryan Gibbons                | Dimension Data             | 812    |
| 4.º     | Merhawi Kudus               | Astana                     | 636    |
| 5.º     | Sirak Tesfom                | Bike Aid                   | 438,5  |
| 6.º     | Azzedine Lagab              | VIB Sports                 | 332    |
| 7.º     | Reinardt Janse Van Rensburg | Dimension Data             | 329    |
| 8.º     | Mekseb Debesay              | Bike Aid                   | 312,5  |
| 9.º     | Natnael Berhane             | Cofidis, Solutions Crédits | 298    |
| 10.º    | Stefan de Bod               | Dimension Data             | 248,67 |

| Posições 11º ao 20º | Posições 11º ao 20º    | Posições 11º ao 20º | Posições 11º ao 20º |
| ------------------- | ---------------------- | ------------------- | ------------------- |
| 11.º                | Metkel Eyob            | Terengganu Inc-TSG  | 247                 |
| 12.º                | Yacine Hamza           |                     | 226,33              |
| 13.º                | Jayde Julius           | ProTouch            | 221                 |
| 14.º                | Yacob Debesay          |                     | 220,5               |
| 15.º                | Amanuel Gebreigzabhier | Dimension Data      | 216                 |
| 16.º                | Adil O Arbaoui         |                     | 209                 |
| 17.º                | Henok Mulueberhan      |                     | 202                 |
| 18.º                | Clint Hendricks        | ProTouch            | 196                 |
| 19.º                | Nassim Saidi           | Sovac               | 190                 |
| 20.º                | Moise Mugisha          |                     | 176,25              |

### Equipas
A partir de 2019 e devido a mudanças regulamentares, só as equipas profissionais do continente, excetuando os de categoria UCI Pro Team, entraram nesta classificação. Se confeciona com a somatória de pontos que obtinha uma equipa com os 10 corredores que mais pontos tinham obtido, independentemente do continente no que o ciclista os tinha conseguido.
| Posição | Equipa                      | Pontos |
| ------- | --------------------------- | ------ |
| 1.º     | ProTouch                    | 766    |
| 2.º     | Sovac                       | 497,66 |
| 3.º     | Benediction Excel Energy    | 308,75 |
| 4.º     | TEG                         | 280    |
| 5.º     | Guerciotti-Kiwi Atlântico   | 114    |
| 6.º     | BAI Sicasal Petro de Luanda | 60     |

### Países
Se confeccionó mediante os pontos dos 8 melhores ciclistas de um país, não só os que conseguiram neste Circuito Continental, sina também os conseguidos em todos os circuitos. E inclusive se um corredor de um país deste circuito, só conseguiu pontos em outro circuito (Europa, Ásia, America, Oceania), seus pontos iam a esta classificação. Ao igual que na classificação individual, os ciclistas podiam pertencer tanto a equipas amadors como profissionais.
| Posição | País          | Pontos  |
| ------- | ------------- | ------- |
| 1.º     | África do Sul | 3504,67 |
| 2.°     | Eritreia      | 2570,5  |
| 3.º     | Argélia       | 2019,33 |
| 4.º     | Marrocos      | 902     |
| 5.º     | Ruanda        | 809     |

| Posições desde o 6º até 10º | Posições desde o 6º até 10º | Posições desde o 6º até 10º |
| Posição                     | País                        | Pontos                      |
| --------------------------- | --------------------------- | --------------------------- |
| 6.º                         | Burquina Fasso              | 374                         |
| 7.º                         | Etiópia                     | 364                         |
| 8.º                         | Namíbia                     | 301                         |
| 9.º                         | Tunísia                     | 197                         |
| 10.º                        | Angola                      | 89                          |

### Países sub-23
| Posição | País          | Pontos |
| ------- | ------------- | ------ |
| 1.º     | Eritreia      | 1159,5 |
| 2.º     | Marrocos      | 704    |
| 3.º     | Ruanda        | 523,75 |
| 4.º     | Argélia       | 356,98 |
| 5.º     | África do Sul | 262    |

## Evolução das classificações
| Data            | Classificação individual | Classificação por equipas | Classificação por países | Classificação por países sub-23 |
| --------------- | ------------------------ | ------------------------- | ------------------------ | ------------------------------- |
| 31 de janeiro   | Daryl Impey              | Sovac                     | África do Sul            | Eritréia                        |
| 28 de fevereiro | Daryl Impey              | Sovac                     | África do Sul            | Eritréia                        |
| 31 de março     | Daryl Impey              | Benediction Excel Energy  | África do Sul            | Eritréia                        |
| 30 de abril     | Daryl Impey              | Benediction Excel Energy  | África do Sul            | Eritréia                        |
| 31 de maio      | Daryl Impey              | Benediction Excel Energy  | África do Sul            | Eritréia                        |
| 30 de junho     | Daryl Impey              | ProTouch                  | África do Sul            | Eritréia                        |
| 31 de julho     | Daryl Impey              | ProTouch                  | África do Sul            | Eritréia                        |
| 31 de agosto    | Daryl Impey              | ProTouch                  | África do Sul            | Eritréia                        |
| 30 de setembro  | Daryl Impey              | ProTouch                  | África do Sul            | Eritréia                        |
| 22 de outubro   | Daryl Impey              | ProTouch                  | África do Sul            | Eritréia                        |
| Final           | Daryl Impey              | ProTouch                  | África do Sul            | Eritréia                        |